# Инхибитори протонске пумпе
Инхибитори протонске пумпе (ИПП) су група лекова који се користе за сузбијање секреције желудачне киселине. То су најпотентнији данас доступни лекови за супримирање продукције киселине чија је употреба индикована у већем броју поремећаја, укључујући пептичку улкусну и гастроезофагусну рефлуксну болест. У фармакотерапији ових поремећаја, у значајној мери су потиснули употребу H2 блокатора, као друге важне али старије групе антисекреторних лекова.

## Механизам дејства
Секреција желудачне киселине регулисана је већим бројем стимулаторних (ацетилхолин, гастрин, хистамин) и инхибиторних фактора (холецистокинин, секретин, ВИП). Ефекти свих медијатора сустичу се на нивоу активност азе паријеталних ћелија желуца (тзв. протонска пумпа), која учествује у финалном кораку продукције желудачне киселине кроз секрецију водониковог јона у изводне секреторне каналиће паријеталних ћелија. Овај транспортер представља циљно место дејства инхбитора протонске пумпе.
Инхибитори протонске пумпе хемијски представљају деривате бензимидазола, већином 2-пиридилметилсулфонилбензимидазола. То су слабо базне структуре које у јако киселој средини подлежу интрамолекулском премештању, што доводи до формирања реактивног интермедијера који реагује вероватно са цистеинским остацима азе уз формирање ковалентне везе. Ковалентно везивање лека за протонску пумпу резултује њеном иреверзибилном инактивацијом.
Ови лекови се формулишу као гастрорезистентни облици, тако да се дезинтеграција фармацеутског облика и ресорпција лека одвија у релативно базној средини дуоденума. По ресорпцији, ИПП се налазе у инактивном, базном облику у којем доспевају да базолатералне мембране паријеталних ћелија кроз коју слободно дифундују у цитосол и даље у секреторне каналиће. У киселој средини каналића долази до активације ИПП и њиховог иреверзибилног везивања за протонску пумпу. Због селективне акумулације у киселој средини секреторних каналића, ови лекови испољавају специфично деловање на паријеталне ћелије.
Инхибитори протонске пумпе на овај начин ефикасно супримирају како базалну тако и индуковану секрецију желудачне киселине. Плазматске концентрације лека не корелишу су трајањем ефекта. Тако је полувреме елиминације већине ИПП око 1-2 сата, док антисекреторни ефекат перзистира 2-3 дана. ИПП инхибирају само тренутно активне протонске пумпе тако да је оптимално време давања 30 минута пре оброка.

## Терапијска примена
Инхибитори протонске пумпе користе се у фармакотерапији следећих поремећаја:
- пептичка улкусна болест
  - као компонента ерадикационе терапије H. pylori
  - код улкуса изазваних применом НСАИЛ
  - у профилакси настанка улкуса код пацијената на хроничној терапији неселективним НСАИЛ
- гастроезофагусна рефлуксна болест (ГЕРБ), посебно у терапији тешких облика са ерозивним езофагитисом и/или Баретовим једњаком
- Золингер-Елисонов синдром
- друге ендокрине неоплазме удружене са повишеним ацидитетом
- системска мастоцитоза

У терапији ГЕРБ, инхибитори протонске пумпе представљају лекове избора код умерених и тешких облика болести, посебно код пацијената са присутним ерозивним езофагитисом и перзистентним умереним до тешким симптомима. Терапија траје 4-8 недеља код умерено тешких, односно до 16 недеља код пацијената са тешким обликом болести. ИПП се дозирају углавном једном дневно, ређе два пута, уколико су симптоми изражени током ноћи. Код 83% пацијената долази од симптоматског побољшања, а код 78% до излечења након 8-недељне терапије.
ИПП су антисекреторни лекови избора у терапији пептичке улкусне болести изазване инфекцијом H. pylori. У склопу ерадикационе терапије, дозирају се два пута дневно, најчешће 10-14 дана. Могу се користити и у терапији одржавања, код пацијената са историјом компликација. ИПП су лекови избора и у лечењу и профилакси настанка улкуса повезаног са продуженом употребом неселективних НСАИЛ.
У високим дозама, ИПП се користе за контролу хиперсекреције желудачне киселине код пацијената са Золингер-Елисоновим синдромом.
Сви инхибитори протонске пумпе показују сличну ефикасност и безбедносни профил.

## Фармакокинетика
Истовремено уношење хране не утиче значајније на ресорпцију инхибитора протонске пумпе. Већина ИПП се метаболише у јетри под дејством ензима CYP2C19 (примарно) и CYP3A. Рабепразол се метаболише и алтернативним путевима, као и пантопразол који показује мали афинитет за CYP2C19 изоензим, па ова два представника поседују најмањи потенцијал интеракције са другим лековима. Омепразол може утицати на серумске концентрације фенитоина, варфарина, диазепама и циклоспорина. Лансопразол може убрзати клиренс теофилина и смањити ефикасност оралне контрацепције. ИПП ступају и у друге интеракције на нивоу метаболизма.
Полувреме елиминације већине ИПП је 1-2 сата, али је, због акумулације у секреторним каналићима и иреверзибилне природе њиховог инхибиторног ефекта, антисекреторно деловање продужено и траје 2-3 дана. Плато антисекреторног ефекта постиже се након око 5 дана континуиране примене.
Као и сви лекови који мењају ацидитет желудачне средине, ИПП могу утицати на ресорпцију других лекова. Тако ресорпција азолних антимикотика може бити редукована, а ресорпција дигоксина поспешена.

## Представници
Инхибитори протонске пумпе који се данас терапијски користе обухватају:
- омепразол
- есомепразол (p.o., i.v.), најпотентнији данас доступан ИПП
- лансопразол
- панторазол (p.o., i.v.)
- рабепразол

## Нежељена дејства
Инхибитори протонске пумпе се уобичајено добро подносе. Нежељени ефекти који могу да се јаве обухватају: наузеју, повраћање, стомачне болове, дијареју, надимање, констипацију, главобољу. Мање често се јављају периферни едеми, сувоћа уста, мијалгија, артралгија, замор, вртоглавица и поремећаји сна. Ретко се могу јавити и реакције преосетљивости, Стивенс-Џонсонов синдром, токсична епидермална некролиза, крвне идиосинкразије, депресија, фотосензитизација и алопеција.
Новије студије су указале на повећан ризик од настанка фрактуре кука и других остеопоротичних фрактура код пацијената на дуготрајној терапији инхибиторима протонске пумпе.
Дуготрајна примена ИПП, због редукције ацидитета желудачне средине, такође може повећати ризик од развитка гастроинтестиналних инфекција изазваних C. difficile, може довести до бактеријске колонизације горњих дигестивних путева и повећати ризик од развитка инфекција респираторног тракта. Клинички значај ових налаза још увек није потпуно јасан.
Поједине новије студије су такође указале на то да ИПП значајно могу редуковати антиагрегативну ефикасност клопидогрела.